# Testowanie eksploracyjne
Testowanie eksploracyjne jest podejściem do testowania oprogramowania, które opisuje się jako równoczesne uczenie się i uruchomienie testu.

## Geneza
Cem Kaner, który ukuł pojęcie w 1983 roku, definiuje testowanie eksploracyjne jako „styl w testowaniu kładący nacisk na wolność jednostki i odpowiedzialności pojedynczego testera do ciągłej optymalizacji jakości pracy poprzez traktowanie uczenia powiązanego z testowaniem, projektowania testów, uruchamiania testów i interpretację rezultatów testów jako wzajemnie wspierające się aktywności, które wykonywane są równolegle w trakcie trwania projektu.”

## Użycie
Testowanie eksploracyjne jest szczególnie przydatne tam, gdzie brak jest odpowiedniej dokumentacji wymagań i gdzie specyfikacja programu jest niekompletna, lub tam, gdzie brakuje czasu. Podejście to może być również użyte do zweryfikowania czy poprzednie testy (np. formalne) znalazły najważniejsze defekty.